# Kolbeinn Sigþórsson
Kolbeinn Sigþórsson (n. 14 martie 1990) este un fotbalist islandez care evoluează pe postul de atacant la clubul francez FC Nantes și echipa națională de fotbal a Islandei‎.

## Palmares

### Club
Ajax
- Eredivisie (3): 2011–12, 2012–13, 2013–14
- Johan Cruijff Shield (1): 2013

## Legături externe
- KSI Profile
- Profile at www.ajax.nl
- Voetbal International profile nl
- Soccerway profile